# Komoróczy György (történész)
Komoróczy György (Kapnikbánya, 1909. április 14. – Debrecen, 1981. március 23.) magyar történész, polonista, főlevéltáros.

## Élete
A református szülői háztól és a kis Szatmár vármegyei bányászfalutól kapott útravalót az értelmiségi pályához és a közügyek iránt való érdeklődéshez. Középiskolai tanulmányait a budapesti Református Gimnáziumban végezte, ahol történelmi tanulmányi versenyt nyert. Egyetemi tanulmányait 1928-tól 1932-ig a budapesti Pázmány Péter Tudományegyetemen folytatta történelem–földrajz szakon, közben tagja lett az Eötvös Kollégiumnak. Itt Domanovszky Sándor tanítványa volt, hallgatótársai pedig nagy tudású, szorgalmas tanulóként tartották számon.
1932 és 1934 között állami ösztöndíjasként tanulmányúton járt Lengyelországban, majd mint ÁDOB-os az Országos Levéltárba került, és levéltárosként kezdett dolgozni. Közben 1935-ben Bécsben, 1937-ben pedig Csehszlovákiában kutathatott.
1940-ben kinevezték a Kassán székelő Abaúj-Torna vármegye főlevéltárnokának, tisztségét 1944-ig töltötte be. Akkor katonaként kezdett szolgálni, majd 1945-től 1947-ig hadifogoly volt Örményországban. Hazatérve ismét levéltáros lett, Szikszóra nevezték ki.  A Hajdú-Bihar Megyei Levéltár (más néven: Debreceni Állami Levéltár) vezetője 1950-ben lett, ahol 23 éven át dolgozott. 1973-ban nyugdíjas állományba került és 1978-ban súlyosan megbetegedett, de munkáját haláláig folytatta.
Felesége a római katolikus Bisitzky Mária (? – 1988) gimnáziumi tanár volt, fia Komoróczy Géza történész. Családtagjai Atyukának,[forrás?] egyetemi évfolyamtársai pedig tréfásan „gólyafalvi és daruházi Komoróczynak” nevezték, mert kettős nemesi előnevet nyomatott névjegykártyájára.

## Munkássága
Levéltári vezetőként irányította a megye történeti értékű iratainak egybegyűjtését és kutathatóvá tételét, valamint fontos levéltári kiadványokat indított el.
Történészként több, mint 150 publikációt jegyzett, főképp középkori gazdaság- és társadalomtörténeti, illetve tudományt népszerűsítő munkát végezve. Lengyelországgal fiatal korában foglalkozott inkább. Doktori dolgozatát Nádasdy Tamás birtokgazdálkodásáról (1932) írta. Legjelentősebb gazdaságtörténeti műve a  magyar borkivitelről szólt (1944). Kandidátusi fokozatát 1963-ban szerezte meg.
Helytörténészként monográfiákat szerkesztett, tanulmányokat, forrásismertetéseket készített, s különösen sokat foglalkozott Debrecen és a hajdúvárosok történetével. Munkája módszertani kérdésekre is kiterjedt, írt a fondképzésről és a levéltárosok oktatásáról is. Mindemellett részt vállalat a TIT megyei szervezetének munkájában.

## Kitüntetései
- Munka Érdemrend ezüst fokozat
- Szocialista Kultúráért

## Főbb művei
- Nádasdy Tamás és a XVI. századi magyar nagybirtok gazdálkodása (Bp., 1932)
- A mai Lengyelország (Bp., 1937)
- A kereskedelem és ipar Szent István korában (Bp., 1938)
- A magyar kereskedelem története (Bp., 1942)
- Borkivitelünk észak felé. Fejezet a magyar kereskedelem történetéből (Kassa, 1944)
- Debrecen története a felszabadulásig (A város gazdasági és társadalmi képe) (Debrecen, 1955)
- A debreceni agrárfelsőoktatás 100 éve (szerk., Bp., 1968)
- Hajdú-Bihar megye helytörténetírása 1945–1968 (Debrecen, 1969)
- Városigazgatás Debrecenben 1848-ig (Debrecen, 1969)
- Hajdúdorog története (szerk., Debrecen, 1971)
- Hajdúhadház múltja és jelene (társszerző, szerk., Debrecen, 1972)
- Sarkad története (társszerző, szerk., Debrecen, 1972)
- Hajdú-bihari kéziratos térképek (szerk., Debrecen, 1972)
- A hely történetírás levéltári forrásai (I–III., Debrecen, 1972–76)
- Hajdú-bihari történeti olvasókönyv (szerk., Debrecen, 1973)
- A reformkori Debrecen (Debrecen, 1974)

## Forrás
- ↑ MÉL 1994:   Komoróczy György. Magyar Életrajzi Lexikon 1978-1991. Akadémiai Kiadó, 497. o. (1994). ISBN 963056422. Hozzáférés ideje: 2020. május 1.
- ↑ Gazda 1981:  Gazda, István (1981). „Komoróczy György (1909-1981)”. Levéltári Szemle 31, 267. o. (Hozzáférés: 2020. május 1.)
- ↑ Ember 1981:  Ember, Győző (1980–1981). „Komoróczy György (1909–1981)”. Levéltári Közlemények 51–52, 377–378. o. (Hozzáférés: 2020. május 1.)